# Djursland

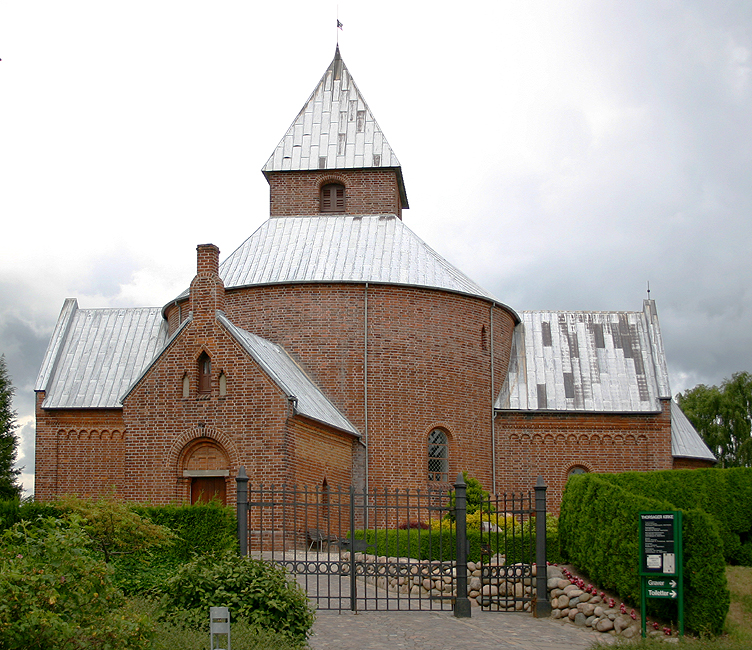
A røndei Thorsager-körtemplom Djursland félszigetén

A Djursland Dániában, Jylland félsziget keleti oldalán, Århus városának északkeleti előterében található, a Kattegatba nyúló félsziget. A Jyllandtól északon a Randers-fjord, délen az Århusi-öböl választja el. Északi és keleti partvidéke tagolatlan, délen további két kisebb félsziget nyúlik a Nagy-Bælt tengerszorosába: Skødshoved és Helgenæs. Legkeletibb pontja a Grenå városkától északkeletre található Fornæs-fok.
Djursland területe közigazgatásilag Norddjurs és Syddjurs községekhez tartozik, jelentősebb települései Grenå (13 927 fő, 2008) és Ebeltoft (5987 fő, 2008).
A félszigeten a 19. század közepe óta eltelt időben több kőkorszaki, bronz- és vaskori telep nyomait, faépületek maradványait és sírcsoportokat tárták fel a régészek. Ezek közül talán a legjelentősebbek a Mejlgård falu közelében található, egy kőkori közösség időszakos szálláshelyéről és táplálkozási szokásairól tanúskodó kagylóhéjhalmok, valamint a barkæri sírok. Építészeti emlékei közül említésre érdemes Jylland egyetlen körtemploma, a 13. században épült røndei Thorsager-körtemplom (Thorsager Rundkirke).
A Djursland félsziget természeti értékekben is bővelkedik, védett területe a Skandinavisk Dyrepark.